# Canthigaster jamestyleri
Canthigaster jamestyleri е вид лъчеперка от семейство Tetraodontidae. Видът не е застрашен от изчезване.

## Разпространение и местообитание
Разпространен е в Бахамски острови, Белиз, Венецуела, Гватемала, Колумбия, Коста Рика, Куба, Мексико, Никарагуа, Панама, САЩ и Хондурас.
Обитава морета и рифове. Среща се на дълбочина от 40 до 100 m, при температура на водата от 22,1 до 23,7 °C и соленост 36,3 – 36,4 ‰.

## Описание
На дължина достигат до 8,5 cm.